# NGC 361
NGC 361 là một cụm sao mở trong Đám mây Magellan nhỏ. Nó nằm trong chòm sao Đỗ Quyên. Nó được phát hiện vào ngày 6 tháng 9 năm 1826 bởi James Dunlop. Nó được Dreyer mô tả là "rất rất mờ nhạt, khá lớn, rất ít mở rộng, rất sáng ở giữa." 